# Хансфорд (округ)
Округ Хансфорд (англ. Hansford County) расположен в США, штате Техас, в приграничной зоне Техасского выступа. Официально образован в 1889 году и назван в честь Джона Хэнсфорда — техасского конгрессмена и судьи. По состоянию на 2000 год, численность населения составляла 5369 человек. Окружным центром является город Спирмен.
Округ Хансфорд входит в число 46 округов Техаса с действующим сухим законом или ограничениями на продажу спиртных напитков.

## География
По данным Бюро переписи США, общая площадь округа равняется 2384 км², из которых 2282 км² суша и 2 км² или 0,07% это водоемы.

### Соседние округа
- Окилтри (восток)
- Робертс (юго-восток)
- Техас (север)
- Хатчинсон (юг)
- Шерман (запад)

## Демография
По данным переписи населения 2000 года в округе проживало 5369 жителей, в составе 2005 хозяйств и 1489 семей. Плотность населения была 2 человека на 1 квадратный километр. Насчитывалось 3732 жилых дома, при плотности покрытия 2 постройки на 1 квадратный километр. По расовому составу население состояло из 79,88% белых, 0,04% чёрных или афроамериканцев, 0,75% коренных американцев, 0,22% азиатов, 17,47% прочих рас, и 1,64% представители двух или более рас. 31,48% населения являлись испаноязычными или латиноамериканцами.
Из 2005 хозяйств 36,9% воспитывали детей возрастом до 18 лет, 65% супружеских пар живших вместе, в 5,9% семей женщины проживали без мужей, 25,7% не имели семей. На момент переписи 24% от общего количества жили самостоятельно, 12,4% лица старше 65 лет, жившие в одиночку. В среднем на каждое хозяйство приходилось 2,63 человека, среднестатистический размер семьи составлял 3,14 человека.
Показатели по возрастным категориям в округе были следующие: 29,3% жители до 18 лет, 6,8% от 18 до 24 лет, 26,3% от 25 до 44 лет, 22,3% от 45 до 64 лет, и 15,2% старше 65 лет. Средний возраст составлял 36 лет. На каждых 100 женщин приходилось 96,5 мужчин. На каждых 100 женщин в возрасте 18 лет и старше приходилось 96,4 мужчины.
Средний доход на хозяйство в округе составлял 35 438 $, на семью — 40 281 $. Среднестатистический заработок мужчины был 29 022 $ против 17 668 $ для женщины. Доход на душу населения был 17 408 $. Около 12% семей и 16,4% общего населения находились ниже черты бедности. Среди них было 22,6% тех кому ещё не исполнилось 18 лет, и 15% тех кому было уже больше 65 лет.

## Населённые пункты
- Грувер
- Морс
- Спирмен

## Политическая ориентация
На президентских выборах 2008 года Джон Маккейн получил 87,87% голосов избирателей против 11,42% у демократа Барака Обамы.
В Техасской палате представителей округ Хансфорд числится в составе 88-го района. С 1989 года интересы округа представляет республиканец Уоррен Чисам из Пампы.

## Образование
Образовательную систему округа составляют следующие учреждения:
- школьный округ Грувер[4]
- объединённый школьный округ Прингл-Морс[5]
- школьный округ Спирмен[6]